# Соколовка (Бобровицкий район)
Соколо́вка (укр. Соколівка) – село, расположенное на территории Бобровицкого района Черниговской области (Украина).
Население составляет 188 жителей (2006 год). Плотность населения — 283,99 чел/кв.км.
Ранее упоминается как хутор Дедово. В начале 1900-х на хуторе была усадьба Раковичей, а также винокуренный завод.
Село Соколовка находится примерно в 22 км к югу от центра города Бобровица. Средняя высота населённого пункта — 121 м над уровнем моря. Село находится в зоне умеренного умеренно континентального климата.
Национальный состав представлен преимущественно украинцами, конфессиональный состав — христианами.